# Tetrastigma yiwuense
Tetrastigma yiwuense är en vinväxtart som beskrevs av Chao Luang Li. Tetrastigma yiwuense ingår i släktet Tetrastigma och familjen vinväxter. Inga underarter finns listade i Catalogue of Life.